# Super Bowl XX
Super Bowl XX var den 20:e upplagan av Super Bowl, finalmatchen i amerikansk fotbolls högsta liga, National Football League, för säsongen 1984. Matchen spelades den 20 januari 1985 mellan Miami Dolphins och San Francisco 49ers, och vanns av San Francisco 49ers. De kvalificerade sig genom att vinna slutspelet i konferenserna American Football Conference respektive National Football Conference. Värd för Super Bowl XX var Stanford Stadium, Stanford Universitys stadion, i Kalifornien.